# Salisbury (Dominica)
Salisbury ist ein Ort im Westen von Dominica. Die Gemeinde hatte im Jahr 2011 2147 Einwohner. Salisbury liegt im Parish Saint Joseph.

## Geschichte
Vor der Kolonialisierung Dominicas hieß Salisbury Barroui. Zu Beginn des 20. Jahrhunderts bestand Salisbury aus einigen kleinen Hütten am Ufer. Im Jahr 1929 wurde eine katholische Kirche erbaut. In den 1950er- und 1960er-Jahren begann die Bananenindustrie die Stadt als Hafen zu nutzen. Am 29. August 1976 unterzeichnete der damalige dominicanische Ministerpräsident Patrick John hier die Salisbury-Deklaration. Diese hielt die Absicht vom Vereinigten Königreich unabhängig zu werden, fest. Hector John vertritt das Dorf aktuell im dominicanischen Parlament.

## Geographische Lage
Die Landschaft um Salisbury ist etwas hügelig und bewaldet.

## Wirtschaft und Infrastruktur
Die Gemeinde ist heute stark von Landwirtschaft abhängig und leistet diesbezüglich einen wichtigen Anteil für die Entwicklung des Landes.